# اللجنة الوطنية للتحويل الاقتصادي ونزع السلاح
تأسست اللجنة الوطنية للتحويل الأقتصادي ونزع السلاح عام 1988، بينما انطلقت أعمالها التمهيدية مبكرًا في نوفمبر من عام 1987. أما الأعضاء الأساسيون في اللجنة فهم سيمور ميلمان وجوناثان فيلدمان وروبرت كرنسكي (تلاميذ ميلمان)، فكر الثلاثة في اللجنة باعتبارها امتدادًا لأنشطة التحويل التي بدأت في جامعة كولومبيا وتواصلوا مع برنامج زمالة كورليس لامونت في التحويل الاقتصادي ونزع السلاح.
عملت اللجنة على تعزيز التعليم العام المتعلق بالتحويل الاقتصادي ونزع السلاح، لتتطور أعمالها لاحقاً في صورة سلسلة من المؤتمرات وورش العملوتنظيم المشاريع، وكان من بين أهم أعمالها الاجتماع الوطني بعنوان «الولايات المتحدة بعد الحرب الباردة: المطالبة بمكاسب السلام» الذي عُقد في الثاني من مايو عام 1990 وضم قادة سياسيين وعلماء وناشطين ومواطنين مهتمين. أما الشيء الثاني المهم فكان الدعم الذي أعطاه رئيس مجلس النواب السابق جيم رايت لتشريع التحويلات الوطنية بتسمية مشروع قانون التحويل الشامل HR 101 (توافقًا مع جلسة الكونغرسرقم 101). تُصدر اللجنة صحيفة إخبارية متخصصة تُعرف باسم الاقتصاد الجديد، كما تُصدر سلسلة من البحوث التوجيهية المتعلقة بالتحويل ونزع السلاح.
تدعم اللجنة نزع السلاح المتعدد الأطراف وسياسات التحويل الشامل، يضم مجلس إدارة اللجنة أعضاء من الكونغرس الأمريكي ورؤساء النقابات العمالية وعلماء وقادة سياسيين. فضلاً عن ميلمان نجد من بين أبرز أعضاء مجلس الإدارة ماركوس راسكين، وجون كينيث جالبريث، وجورج ماكجفرن، وتيد فايس، وعدد من رؤساء اتحادات مشغلي الماكينات (IAM).